# 戚烈云
戚烈云（1934年—），祖籍广东台山，出生于香港，中国男子游泳运动员。他在1957年打破百米蛙泳世界纪录，是第一个打破游泳世界纪录的中国运动员。
他在中學時代代表仿林中學參加校際比賽，多次打破學界紀錄。1952年，時年18歲，成為香港冠軍，締造當時一百米及二百米蛙泳的香港紀錄。1954年，獲香港游泳總會選派參加第二屆亞洲運動會二百米蛙泳比賽，終未參賽。同年4月，香港報章報道他已離開香港，秘密前往廣州。在廣州訓練僅一個月，即以一分十七秒二打破一百米蛙泳的中國大陸全國紀錄。1957年，國際泳總重新修訂一百米蛙泳的世界紀錄生效之日，就以一分十一秒六的成績，締造新規下一百米蛙泳的新世界紀錄。退役後，返回香港。其子戚家漢亦加入香港游泳隊，打破一百米蛙泳的香港紀錄，代表香港參加1992年巴塞隆拿奧運會。